# Green Team
The Green Team (conocido en español como El Equipo Verde), es una serie de jóvenes aventureros millonarios, publicados por la editorial DC Comics, cuyo equipo debutó en las páginas de la historieta 1.ª Edición Especial Vol. 1 #2 (mayo de 1975), En su aspecto principal y como característica, fue subtitulada como "Chicos Millonarios", dada a que al ser herederos de diversas fortunas de sus respectivos padres, utilizaban su dinero que invertían para realizar sus diversas aventuras alrededor del mundo. En la de cada de 2010, una nueva versión renovada del equipo, apareció de nuevo en una miniserie subtítulada, "Equipo Verde: Trillonarios Adolescentes".

## Historia de la publicación

### OrígenesPre-Crisis
Las aventuras no publicadas del Green Team apareció por primera vez en las páginas de  1a. Edición Especial Vol. 1 #2 (mayo de 1975), una revista "Try-out" (de pruebas) de DC Comics. Dos números habituales sobre el The Green Team estaban en diversas fases para su publicación, pero no se publicaron.
Dos historias incluidas en el inventario de dicha serie se publicaron con retraso en el primer volumen de la Cancelled Comic Cavalcade Vol. 1 (Otoño de 1978), una colección de dos copias del volumen que fue impreso por DC Comics para poder garantizar los derechos de autor en la pila del material que fue inédito que quedaría después del efecto de la Implosión DC. Entre las primeras dos aventuras inéditas, los chicos se enfrentaron a langostas gigantes y la Armada de Rusia. En lo que habría sido la tercera historia, el Green Team se enfrentan a un villano llamado el Paperhanger que tenía el papel especial hacer crecer plantas y árboles, y era la viva imagen de Adolf Hitler. Iban a cualquier aventura para detener a cualquier amenaza, para luego desaparecer al final de cada historia en su jet privado.

### Nuevas aparicionesPost-Crisis
En las posteriores décadas que siguieron, el Green Team reaparecería en un panel de las páginas de Animal Man Vol.2 #25 (julio de 1990), escrita por Grant Morrison. En esta aventura auto-reflexiva, Animal Man, bajo la supervisión de Grant Morrison, pasaba a través de una ciudad poblada con muchos personajes de DC oscuros, tales de ellos incluían a Ultra the Multi-Alien, Max Mercury, Red Bee, el Agencia patrullera Space Canine, y el Green Team. Los chicos piden ayuda a Animal Man para librarlos del limbo sobornandolo con sacos llenos de dinero. El equipo también aparecería en una sola página de la historieta de las Aventuras de Superman Vol. 1 #549 (agosto de 1997), escrito por Karl Kesel, en la que los chicos conocen a la Legión de vendedores de periódicos y a los Dingbats of Danger Street, donde financian un centro juvenil para la ayudar a dos bandas criminales callejeras juveniles que dejen la delincuencia. Cecil Sunbeam y Abdul Smith, dosmiembros del equipo aparecerían en las páginas de Ambush Bug: Ningún Año #1 (septiembre de 2008), escrito por Keith Giffen y Robert Loren Fleming. Ambush Bug es asignado a resolver el asesinato de Jonni DC y el equipo le proporciona pistas mientras investiga.

### Los Nuevos 52: El Revival
Junto con la serie de historietas anunciadas para la segunda oleada de publicaciones de los Nuevos 52, junto a la serie hermana, El Movimiento en febrero de 2013, el Green Team sería revivido como parte Los Nuevos 52. Escrito por Art Baltazar y Franco Aureliani, y dibujado por Ig Guara, el primer número se estrenó en mayo de 2013 y se centró en la historia de unos adolescentes que usan sus recursos financieros para la compra de superpoderes en el Universo DC, incluyendo a las grandes potencias. Este serie duró 8 números y concluyó con el #8 en enero de 2014.

## Biografía ficticia de los personajes del equipo
El único requisito para que pudieran unirse al Green Team era que el protagonista poseyera una fortuna de al menos de un millón de dólares. Los miembros juveniles pagarían una fortuna a cualquiera que pudiera ofrecerles una digna aventura. En su primer y única historia principal publicada, finaciaban una "Gran Máquina Placer Americana", una especie paseo en montaña rusa que traía tanto placer, donde el equipo se reúnía semanalmente para financiar sus aventuras e inventos. Junto con el Profesor Apple lanza su Gran máquina del Placer de Americana (BPA) para los chicos. Es un gran edificio en el que la gente hacen un viaje por varios días a la vez. Las computadoras estimulan los centros de placer en el cerebro. Excitados, los chicos deciden financiar la máquina. A medida que la máquina sería construida, el productor de Broadway David D. Merrit organiza una turba para atacar a los chicos, alegando que la máquina va a significar el fin del teatro, la televisión, los eventos deportivos, e incluso los libros de historietas. Los chicos se retiran a la Sala Verde su sala especial de reuniones, esperando a cabo el ataque.
Cuando se completa la máquina, los muchachos salen del juego con sus uniformes - unos abultados trajes verdes que contienen un cuarto de millón de dólares en varios bolsillos, además de un reloj de pulsera de teletipo -  Y cuando salen del edificio llegan a la azotea, se encuentran con los helicópteros robados por los secuaces de Merrit. Los niños tiran el dinero a todos, haciendo que los secuaces aterricen en tierra para tomar algo de dicho dinero en efectivo. Cuando lo hacen, los niños hacen aterrizar a los helicópteros. Los chicos llegan al GAP justo detrás Merrit. Merrit activa la máquina, con la intención de usarlo primero antes de destruirla. Los chicos miran viaje de diez días que realiza Merrit a través de la máquina en su circuito cerrado de televisión en la habitación verde. Después de cinco días, la televisión queda apagada de manera abrupta, producto de un cortocircuito.
Algún tiempo después, los chicos llegan a un hospital para ver a Merrit. Ellos se sorprenden al encontrarlo en una camisa de fuerza en una habitación acolchada. Merrit se vuelve loco por el exceso de placer. Ellos chicos deciden destruir la GAP junto con el barco modelo de Murphy que puede disparar proyectiles explosivos.
Como parte de una página de texto en el 1.ª Edición Especial Vol. 1 #2 (mayo de 1975), explica, que sus únicos uniformes tenían muchos bolsillos con dinero, con cerraduras especiales, y que llevaban relojes de teletipo, una cadena de claves para poder desbloquear cualquiera de sus muchos laboratorios y el dinero indispensable que se podía encontrar en diferentes bóvedas de su propiedad en diferentes tierras lejanas, y un cuarto de millón de dólares adicionales por cada uno que cualquiera de ellos pudiera sacar de repente a favor de la aventura.

## Miembros

### Equipo original Pre-Crisis
- Commodore Murphy: - un niño magnate de los negocios y filántropo.
- JP Huston: - Un texano magnate del petróleo.
- Cecil Sunbeam: - Un millonario director de cine de Hollywood conocido como "Starmaker".
- Abdul Smith: - Un limpiabotas afroamericano que se ganó medio millón debido a un error de una computadora de un banco. Astutamente logra multiplicar dicha cantidad, logrando devolver la cantidad exacta original al banco, quedándose con un millón de dólares para el mismo, y que volvería a invertir y triplicar.

### Miembros enLos Nuevos 52
- Commodore Murphy: Descrito como "el líder del grupo" es conocido como especialista "en la electrónica".[10] También está interesado en aventuras dedicadas al sector de los superhéroes. Ha sido llamado cariñosamente como "64" dentro del grupo, una broma interna relacionada debido a su fondo fiduciario; es heredero de los 64 billones de dólares correspondientes a la fortuna de su familia cuando éste cumpla los 21 años de edad.[11]
- JP Houston: Un texano que tiene "dinero antiguo".[10] Su nuevo origen es de ascendencia latina y tiene una hermana llamada Lucy Lynn (LL) que a menudo pasa tiempo con el grupo. Tiene dudas sobre el interés de Commodore en lo que el denomina "los asuntos sobre lows superhéroes" y esto cómo afecta el grupo.[10]
- Cecilia Sunbeam: Descrita como una talentosa "gran actriz". "Ella es una celebridad, y ella tiene que lidiar con los típicos problemas de la farándula que van con eso.[10]
- Mohammad Qahtanii: Un príncipe moderno. Es el miembro más joven del grupo.[10][11]

## Véase similares
- Richie Ricón (Historieta)